# 孔代 (安德尔省)
孔代（法語：Condé，法語發音：[kɔ̃de] ⓘ）是法国安德尔省的一个市镇，位于该省东北部，属于伊苏丹区。

## 地理
孔代（46°52'44"N, 1°59'9"E）面积23.82 平方千米，位于法国中央-卢瓦尔河谷大区安德尔省，该省份为法国中部省份，北起卢瓦-谢尔省，西北接安德尔-卢瓦尔省，西南接维埃纳省，南至克勒兹省和上维埃纳省，东临谢尔省。
与孔代接壤的市镇（或旧市镇、城区）包括：伊苏丹、默内-普朗什、圣欧班、蒂宰。

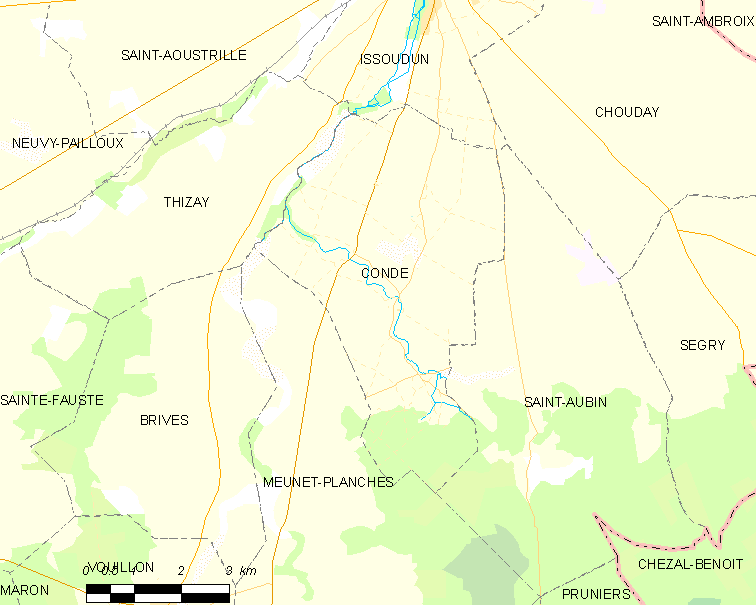
的OSM定位图

孔代的时区为UTC+01:00、UTC+02:00（夏令时）。

## 行政
孔代的邮政编码为36100，INSEE市镇编码为36059。

## 政治
孔代所属的省级选区为拉沙特尔县。

## 人口

1962-2008年间人口变化图示

孔代于2022年1月1日时的人口数量为227人。